# Synkronicitet
Synkronicitet (nybildat ord baserat på  synkron = samtidig efter grekiskans sýnkhronos) är ett begrepp som står för "ett iakttagbart meningsfullt sammanträffande utan orsaksmässigt samband". Ordet är besläktat med synkronisering, men med i princip motsatt betydelse eftersom synkronisering är en (av människan) organiserad samordning i tid – exempelvis att en buss avgår fem minuter efter att tåget har anlänt.  
Annorlunda uttryckt är synkronicitet "upplevelsen av två eller flera händelser som saknar synbart orsakssamband, eller som osannolikt kan förekomma tillsammans av en slump, ändå upplevs som förekommande tillsammans på ett meningsfullt sätt". Här kan det vara fråga om två personer som inte har träffats på många år, men som båda har velat hitta varandra och återuppta kontakten, och som av en händelse hamnar de båda på den där bussen i en främmande stad dit de har anlänt med varsitt tåg.  
"När man talar om trollen står de i farstun", är ett ordstäv som illustrerar samma sak. Dessa exempel inkluderar ett inre (jag föreställer mig att...) och ett yttre (...och så inträffar det på riktigt) händelseförlopp som sammanträffar, vilket gör att det upplevs som psykologiskt meningsfullt. För att betraktas som synkronicitet skall händelserna vara av samma natur och chansen att de ska inträffa i anslutning till varandra genom ren slump ska upplevas vara mycket liten. Ofta upplevs synkronicitet när det är fråga om aktiviteter vars utfall kan upplevas som tur eller otur: i brädspel, i kärlek, etc. 
Teorin om meningsfull samtidighet och upprepade återkomst i människors upplevande av händelser som saknar orsaksmässigt samband lanserades under 1920-talet av den schweiziske psykologen Carl Gustav Jung (1875-1961), och har en betydande roll i nutida jungiansk och arketypisk psykologi och coaching. Synkronicitet har även plockats in i olika new age-baserade andliga föreställningar och i teorier om förälskelse och konvergens| när man hittar en livspartner.  
Att någon man talar om eller tänker på plötsligt dyker upp, kan upplevas som ett meningssamband utan att man behöver tro på ett rent orsaks- och tidsmässigt samband i fysikalisk bemärkelse. Men kan det finnas ett orsakssamband, dvs en ännu inte upptäckt förklaring till varför slumpen inte är någon slump? Begreppet synkronicitet är nära knutet till koncept som det kollektivt omedvetna, global coaching, holografi, interconnectedness, komplexitet, arketyp och transpersonell. Teorin har dock inte fått något större vetenskapligt genomslag på grund av avsaknad av såväl empiriska belägg som koherent teori. Att sannolikheten för ett sammanträffande upplevs vara liten är dessutom inte detsamma som att den faktiskt är liten – man behöver ta hänsyn till den samlade sannolikheten för alla händelser som man skulle ha upplevt som lika meningsfulla, vilket kan vara ett mycket stort antal.